# Danse Macabre (Saint-Saëns)
 Denne artikel omhandler Saint-Saëns symfoniske digt. Opslagsordet har også en anden betydning, se Danse Macabre.
Danse Macabre er et symfonisk digt opus 40 fra 1874 af den franske komponist Camille Saint-Saëns.
Danse Macabre blev i 1872 oprindeligt skrevet for sang og klaver til en tekst af digteren Henri Cazalis. I 1874 udvidede og omarbejdede Saint-Saëns musikken til et symfonisk digt, hvor sangen blev erstattet af soloviolin.
| Musik | Spire Denne musikartikel er en spire som bør udbygges. Du er velkommen til at hjælpe Wikipedia ved at udvide den. |